# NEXTをさがせ!
『NEXTをさがせ!』（ネクストをさがせ!）は、朝日放送ラジオ（ABCラジオ）で2020年4月14日から5月8日まで毎週火曜日 - 金曜日の19:00 - 21:00（JST）に編成されていたレーベル枠。

## 概要
2020年3月20日（金曜日・春分の日）に予定されていた日本プロ野球（NPB）レギュラーシーズンの開幕が、日本国内における新型コロナウイルスへの感染拡大の影響で延期されていることを踏まえて、『ABCフレッシュアップベースボール』ナイトゲーム中継基本枠の大半に4週間限定で急遽編成した。
パーソナリティは日替わり（火曜日のみ隔週交代）で、曜日ごとに異なるジャンルの人物が担当。『NEXTをさがせ!』というレーベル名には、「未来のABCラジオの一角を担うスターを発掘したい」というニュアンスを込めている。
NPBでは当レーベルの放送期間中もレギュラーシーズンの開幕日を設定できない状況にあったため、ABCラジオでは期間終了後も、NPBが改めて決定した開幕前日（6月18日＝木曜日）まで当レーベルの放送枠で自社制作番組を編成。火 - 木曜日には5月12日から『伊藤史隆のラジオノオトはじめました』（2017年度からナイターオフ期間を中心に放送している『伊藤史隆のラジオノオト』からの派生番組）、金曜日には15日から『金曜7時は☆テンダラーじゃナイト!』を編成していた。

## 放送時間
- 火曜-金曜 19:00 - 21:00

## 番組タイトル・出演者
- 火曜日：以下の番組を隔週交代で放送
  - 「南天・佐ん吉の落語家の出番です!」（4月14日・4月28日、出演：桂南天、桂佐ん吉）
  - 「吉弥・吉の丞の落語家の出番です!」（4月21日・5月5日、出演：桂吉弥、桂吉の丞）
    - 南天・佐ん吉コンビは、2021年1月1日放送の「2021新春スーパーワイド」にて第2部（9:00 - 12:00）『南天!佐ん吉!紗綾の桂ざんまい!』のパーソナリティに起用。
    - 「落語家の出番です!」は、2021年7月23日（出演：桂華紋、桂二葉）・30日（出演：笑福亭由瓶、桂福丸、桂紗綾＜朝日放送テレビアナウンサー＞）・8月6日（出演：桂三語、桂源太）の18:00 - 20:50にも放送。
- 水曜日：週替わり
  - 「令和喜多みな実のラヂオ」（4月15日・4月29日・5月6日、出演：令和喜多みな実）
  - 「貼らせてカベポスター」（4月22日、出演：カベポスター）
    - カベポスターの浜田順平は、2020年10月改編から2024年4月改編まで隔週水曜日に『ウラのウラまで浦川です』へレギュラー出演。
- 木曜日：「つぼみ大革命のガンバレボリューション☆」（出演：つぼみ大革命＜松下千紘、糸原沙也加、吉岡久美子＞）
- 金曜日：「太一とヴァギーのMagic Night Friday!」（出演：横山太一＜朝日放送テレビアナウンサー＞、ベビーヴァギー＜関西地方を中心に活動する女装家＞）
  - 横山は2020年10月改編から2022年10月改編まで、『横山太一のピカイチ☆ブランチ!』（毎週金曜日9:00 - 12:00に放送される生ワイド番組）のメインパーソナリティに起用。
  - ヴァギーとのコンビでは、「2021新春スーパーワイド」にて第1部（4:50 - 9:00）『太一とヴァギーのHAPPYじゃないとMooイヤ～ン』のパーソナリティに起用。『横山太一のピカイチ☆ブランチ!』でも、月に1回のペースでヴァギーをゲストに迎えている。